# Philautus saueri
Philautus saueri es una especie de ranas de la familia Rhacophoridae que habitan en Malasia Oriental. Se encuentra amenazada por la pérdida de su hábitat natural.